# Удбина
У́дбина (хорв. Udbina, серб. Удбина) — селище і однойменна громада в Хорватії, на території Ліцько-Сенської жупанії, в історико-географічній області Ліка. Колишній центр історичної Крбавської жупанії. Лежить на перехресті важливих шляхів у напрямку Госпича, Корениці, Грачаця, Оброваця і Бихача.

## Історія
Турки підкорили Удбину 1527 року, спорудили фортецю і перетворили її на міцний опорний пункт для подальших завоювань углиб території, а особливо в напрямку Сеня. Під час турецького владарювання Удбина належала до Ліцького санджака і була одним із 29 капітанств. Коли влітку 1689 року майже всю Ліку було визволено, турецькі війська з її міст відійшли до Удбини з наміром рішуче її боронити. Взяті в облогу 3 липня військами Країни під командуванням генерала з Карловаця Геберштайна, оборонці 21 липня здалися, оскільки залишилися без води та підмоги. З того часу Удбина стала могутнім форпостом у боротьбі з турками.
У Другу світову містечко входило до Великої жупи Ліка-Гацька на правах районного центру.
До війни в Хорватії Удбина належала до великої громади Корениця, створеної ще за часів СФРЮ. Тоді ж неподалік від Удбини існувала велика військова база ЮНА. Від розпаду Югославії і до серпня 1995 року місцевість перебувала у складі сепаратистської Республіки Сербська Країна.

## Населення
Населення громади за даними перепису 2011 року становило 1 874 осіб, 1 з яких назвав рідною українську мову. Населення самого поселення становило 960 осіб.
Динаміка чисельності населення громади:
Динаміка чисельності населення центру громади:
| · Етнічний склад громади Удбина: серби (51.12%) хорвати (45.04%) невідомо (1.12%) невизначені (2.13%) | · Конфесійний склад громади Удбина: православні (48.56%) римо-католики (44.02%) без релігії і атеїсти (2.61%) мусульмани (1.97%) невідомо (2.08%) інші релігії (0.75%) |

## Населені пункти
Крім поселення Удбина, до громади також входять:
- Брештане
- Бунич
- Чолюк
- Дебело Брдо
- Доній Мекиняр
- Фркашич
- Грабушич
- Ягоднє
- Йошан
- Клашниця
- Комич
- Крбава
- Кур'як
- Мутилич
- Ондич
- Печане
- Подлапача
- Полиці
- Ребич
- Средня Гора
- Сврачково Село
- Шаламунич
- Толич
- Ведашич
- Висуч

## Клімат
Середня річна температура становить 8,36°C, середня максимальна – 22,70°C, а середня мінімальна – -7,76°C. Середня річна кількість опадів – 1251,00 мм.
| Клімат поселення                              | Клімат поселення | Клімат поселення | Клімат поселення | Клімат поселення | Клімат поселення | Клімат поселення | Клімат поселення | Клімат поселення | Клімат поселення | Клімат поселення | Клімат поселення | Клімат поселення | Клімат поселення |
| Показник                                      | Січ.             | Лют.             | Бер.             | Квіт.            | Трав.            | Черв.            | Лип.             | Серп.            | Вер.             | Жовт.            | Лист.            | Груд.            |                  |
| Середній максимум, °C                         | 5,52             | 6,72             | 10,13            | 14,20            | 18,95            | 22,29            | 22,70            | 22,60            | 18,28            | 13,67            | 8,46             | 4,38             |                  |
| Середня температура, °C                       | −1,13            | 0,10             | 3,51             | 7,56             | 12,32            | 15,65            | 18,09            | 17,98            | 13,66            | 9,04             | 3,86             | −0,24            |                  |
| Середній мінімум, °C                          | −7,76            | −6,53            | −3,12            | 0,93             | 5,68             | 9,03             | 13,46            | 13,34            | 9,02             | 4,42             | −0,78            | −4,87            |                  |
| Норма опадів, мм                              | 90               | 92               | 94               | 106              | 93               | 93               | 69               | 82               | 120              | 133              | 154              | 125              |                  |
| Середньомісячна швидкість вітру, м/с          | 2.16             | 2.30             | 2.50             | 2.44             | 2.24             | 2.00             | 1.96             | 1.85             | 1.98             | 2.12             | 2.34             | 2.42             |                  |
| Середньомісячна сонячна радіація, кДж/м²·день | 4758             | 7424             | 10947            | 15362            | 19406            | 21496            | 23064            | 19994            | 14849            | 9600             | 5154             | 3941             |                  |
| --------------------------------------------- | ---------------- | ---------------- | ---------------- | ---------------- | ---------------- | ---------------- | ---------------- | ---------------- | ---------------- | ---------------- | ---------------- | ---------------- | ---------------- |
| Джерело:                                      |                  |                  |                  |                  |                  |                  |                  |                  |                  |                  |                  |                  |                  |